# André Thess
André D. Thess (* 22. Februar 1964 in Leningrad) ist ein deutscher Physiker.

## Leben
Thess wurde in Leningrad geboren, wo sein aus der DDR stammender Vater zu der Zeit studierte. Im Alter von zwei Jahren kam Thess mit seiner Familie nach Dresden. Thess studierte an der TU Dresden Physik. Nach der Promotion 1991 in Dresden und Auslandsaufenthalten in Frankreich (École normale supérieure de Lyon, Institut de Mécanique de Grenoble) und den USA (Princeton University) war er von 1994 bis 1998 Arbeitsgruppenleiter am Institut für Luft- und Raumfahrttechnik der TU Dresden, wo er sich 1995 habilitierte. Von 1998 bis 2014 war er Professor für Thermodynamik und Magnetofluiddynamik an der TU Ilmenau. Gastprofessuren führten ihn an die Universität Nagoya in Japan, an die Stanford University in den USA sowie an die North-Eastern University Shenyang in China.
Seit 2014 leitet er als Direktor das DLR-Institut für Technische Thermodynamik und lehrt als Professor für Energiespeicherung an der Universität Stuttgart. Hier werden unter seiner Leitung Forschungs- und Entwicklungsarbeiten zur effizienten und ressourcenschonenden Energiespeicherung durchgeführt und Energiewandlungstechnologien der nächsten Generation erprobt. Das Arbeitsgebiet reicht von rein theoretischen Studien über Grundlagen der Energieerzeugung bis zur Entwicklung und Inbetriebnahme von Pilotanlagen.
Thess kandidierte 2025 für das Rektorenamt der TU Dresden, wobei er gegen Amtsinhaberin Ursula Staudinger antrat, die im März 2025 im Amt bestätigt wurde. Unter anderem wandte er sich im Rahmen der Bewerbung gegen eine Cancel Culture und sah sich als Brückenbauer, damit nach eigener Aussage „Menschen mit unterschiedlichen fachlichen, persönlichen und politischen Hintergründen friedlich und konstruktiv zusammenarbeiten können, um die Wissenschaft voranzubringen.“ Sein Fokus lag vor allem auf einer „Exzellenz in den technischen Fächern, die früher der Bezugspunkt für die Universität waren“, weniger auf den Geisteswissenschaften oder der Medizin, die eher Kooperationscharakter für die technischen Studiengänge haben sollten.
Thess gehörte 2022 zu den Erstunterzeichnern der Stuttgarter Erklärung, die sich gegen den Atomausstieg wandte. Er ist Mitglied im Verein Nuklearia, der für die zivile Nutzung der Kernenergie wirbt und dem Umweltverbände vorwerfen, „getarnte Lobbyarbeit für die Atomindustrie zu betreiben“. Thess veröffentlichte Ende 2024 als Gastautor einen Artikel zur Energiewende auf dem Blog Die Achse des Guten, den Roger de Weck 2020 als „bekannteste[n] neurechte[n] Blog“ bezeichnete; der Beitrag war zuvor bereits in der Zeitschrift Cicero veröffentlicht worden.
Thess ist Mitglied der FDP im Landesverband Baden-Württemberg. Er ist verheiratet und hat zwei Kinder.

## Kontroversen
Die im Juli 2022 von Thess organisierte Fachtagung zur Energiewende wurde mehrfach kritisiert, weil zu dieser Björn Lomborg und Klimawandelleugner wie Fritz Vahrenholt eingeladen wurden und der Schirmherr, Werner J. Patzelt, für seine Nähe zur AfD und Pegida bekannt ist.

## Veröffentlichungen
- 2007, Neuauflage 2014: Das Entropieprinzip – Thermodynamik für Unzufriedene.[14]
- 2020: Sieben Energiewendemärchen?, Untertitel Eine Vorlesungsreihe für Unzufriedene, Springer Verlag, ISBN 978-3-662-61999-5